# James Vick
James William Vick (Mineral Wells, 23 de fevereiro de 1987) é um lutador estadunidense de artes marciais mistas que atualmente luta na categoria peso-leve do Ultimate Fighting Championship. Vick foi um dos participantes do The Ultimate Fighter: Team Cruz vs. Team Faber.

## Carreira no MMA
Vick iniciou sua carreira profissional em eventos regionais no Texas. Suas quatro primeiras lutas foram em 2011 onde ele saiu vencedor em todas elas.

### The Ultimate Fighter
Vick foi um dos 32 lutadores pesos-penas anunciados para participar da primeira temporada ao vivo do reality show.
Vick venceu Dakota Cochrane na luta que definiria os lutadores que iriam pra casa do TUF. Ele venceu por decisão dividida após um round. Ele então foi escolhido para fazer parte do Time Cruz como quinta escolha do Cruz e nono geral.
Na primeira luta oficial do show, ele foi escolhido para enfrentar Daron Cruickshank. Depois de um início movimentado no primeiro round, Vick acertou uma joelhada em Cruickshank o que decretou sua vitória por nocaute.
Nas quartas de final, Vick enfrentou Joe Proctor. Vick dominou a luta e venceu por decisão unânime.
Vick foi selecionado para enfrentar o lutador do Time Faber e eventual vencedor dessa edição do reality show, Michael Chiesa, na semifinal. Vick perdeu a luta por nocaute no segundo round.

### Ultimate Fighting Championship
Vick foi selecionado para enfrentar Vinc Pichel em junho de 2012 no The Ultimate Fighter: Live Finale. No entanto, devido à sua derrota por nocaute nas semifinais, Vick foi incapaz de lutar no evento e Pichel foi retirado do card também.
Em sua estreia oficial, Vick enfrentou Ramsey Nijem em 17 de agosto de 2013 no UFC Fight Night: Shogun vs. Sonnen. Ele venceu por finalização aos 58 segundos do primeiro round após aplicar uma guilhotina
Vick era esperado para enfrentar Walmir Lazaro em 2 de agosto de 2014 no UFC 176. Porém, após o evento ser cancelado, a luta entre Vick e Lazaro foi remarcada para o dia 23 de agosto de 2014 no UFC Fight Night: Henderson vs. dos Anjos. Ele venceu por decisão unânime.
Ele enfrentou o alemão Nick Hein em 22 de Novembro de 2014 no UFC Fight Night: Edgar vs. Swanson e o derrotou por decisão unânime.
Vick enfrentou o também invicto Jake Matthews em 9 de Maio de 2015 no UFC Fight Night: Miocic vs. Hunt. Ele venceu por finalização com uma guilhotina no primeiro round, dando a seu adversário sua primeira derrota profissional.
Ele enfrentou o brasileiro Glaico França em 23 de abril de 2016 no UFC 197 vencendo por decisão unânime.

## Cartel no MMA
| Cartel no MMA   |             |            |
| 19 lutas        | 13 vitórias | 6 derrotas |
| Por nocaute     | 3           | 5          |
| Por finalização | 5           | 0          |
| Por decisão     | 5           | 1          |

| Res.    | Cartel | Oponente           | Método                         | Evento                                      | Data       | Round | Tempo | Local                    | Notas                         |
| ------- | ------ | ------------------ | ------------------------------ | ------------------------------------------- | ---------- | ----- | ----- | ------------------------ | ----------------------------- |
| Derrota | 13-6   | Andre Fialho       | Nocaute (soco)                 | XMMA: Vick vs. Fialho                       | 30/01/2021 | 2     | 2:21  | West Palm Beach, Flórida | Anunciou a sua aposentadoria. |
| Derrota | 13-5   | Niko Price         | Nocaute (pedalada)             | UFC Fight Night: Joanna vs. Waterson        | 12/10/2019 | 1     | 1:44  | Tampa, Flórida           | Estreia nos Meio Médios.      |
| Derrota | 13-4   | Dan Hooker         | Nocaute (soco)                 | UFC on ESPN: dos Anjos vs. Edwards          | 20/07/2019 | 1     | 2:33  | San Antonio, Texas       |                               |
| Derrota | 13-3   | Paul Felder        | Decisão (unânime)              | UFC on ESPN: Ngannou vs. Velasquez          | 17/02/2019 | 3     | 5:00  | Phoenix, Arizona         |                               |
| Derrota | 13-2   | Justin Gaethje     | Nocaute (soco)                 | UFC Fight Night: Gaethje vs. Vick           | 25/08/2018 | 1     | 1:27  | Lincoln, Nebraska        |                               |
| Vitória | 13-1   | Francisco Trinaldo | Decisão (unânime)              | UFC Fight Night: Cowboy vs. Medeiros        | 18/02/2018 | 3     | 5:00  | Austin, Texas            |                               |
| Vitória | 12-1   | Joseph Duffy       | Nocaute Técnico (socos)        | UFC 217: Bisping vs. St.Pierre              | 04/11/2017 | 2     | 4:59  | Nova Iorque              |                               |
| Vitória | 11-1   | Marco Polo Reyes   | Nocaute Técnico (socos)        | UFC 211: Miocic vs. dos Santos II           | 13/05/2017 | 1     | 2:31  | Dallas, Texas            |                               |
| Vitória | 10-1   | Abel Trujillo      | Finalização (triângulo de mão) | UFC Fight Night: Bermudez vs. Korean Zombie | 04/02/2017 | 3     | 0:49  | Houston, Texas           |                               |
| Derrota | 9-1    | Beneil Dariush     | Nocaute (soco)                 | UFC 199: Rockhold vs. Bisping               | 04/06/2016 | 1     | 4:16  | Inglewood, Califórnia    |                               |
| Vitória | 9-0    | Glaico França      | Decisão (unânime)              | UFC 197: Jones vs. St. Preux                | 23/04/2016 | 3     | 5:00  | Las Vegas, Nevada        |                               |
| Vitória | 8-0    | Jake Matthews      | Finalização (guilhotina)       | UFC Fight Night: Miocic vs. Hunt            | 09/05/2015 | 1     | 4:53  | Adelaide                 | Performance da Noite.         |
| Vitória | 7-0    | Nick Hein          | Decisão (unânime)              | UFC Fight Night: Edgar vs. Swanson          | 22/11/2014 | 3     | 5:00  | Austin, Texas            |                               |
| Vitória | 6-0    | Valmir Lázaro      | Decisão (unânime)              | UFC Fight Night: Henderson vs. dos Anjos    | 23/08/2014 | 3     | 5:00  | Tulsa, Oklahoma          |                               |
| Vitória | 5-0    | Ramsey Nijem       | Finalização (guilhotina)       | UFC Fight Night: Shogun vs. Sonnen          | 17/08/2013 | 1     | 0:58  | Boston, Massachusetts    | Estreia no UFC.               |
| Viória  | 4-0    | Chris Pecero       | Decisão (unânime)              | BAP - Back Alley Promotions                 | 03/09/2011 | 3     | 5:00  | Arlington, Texas         |                               |
| Vitória | 3-0    | Mike Salazar       | Nocaute Técnico (socos)        | STFC 16 - All or Nothing                    | 12/08/2011 | 1     | 2:17  | McAllen, Texas           |                               |
| Vitória | 2-0    | Jimmy Taylor       | Finalização (chave de braço)   | XKO - Xtreme Knockout 11                    | 23/07/2011 | 1     | 1:56  | Arlington, Texas         |                               |
| Vitória | 1-0    | Cody Carrillo      | Finalização (mata leão)        | Undisputed MMA - Undisputed MMA 1           | 18/06/2011 | 1     | 3:30  | Amarillo, Texas          |                               |

### Cartel noTUF
| Res.    | Cartel | Oponente          | Método             | Evento                     | Data       | Round | Tempo | Local             | Notas                                       |
| ------- | ------ | ----------------- | ------------------ | -------------------------- | ---------- | ----- | ----- | ----------------- | ------------------------------------------- |
| Derrota | 3-1    | Michael Chiesa    | Nocaute (socos)    | The Ultimate Fighter: Live | 12/05/2012 | 2     | 1:55  | Las Vegas, Nevada | The Ultimate Fighter: Live Semifinal        |
| Vitória | 3-0    | Joe Proctor       | Decisão (unânime)  | The Ultimate Fighter: Live | 11/05/2012 | 3     | 5:00  | Las Vegas, Nevada | The Ultimate Fighter: Live Quartas de final |
| Vitória | 2-0    | Daron Cruickshank | Nocaute (joelhada) | The Ultimate Fighter: Live | 16/03/2012 | 1     | 2:16  | Las Vegas, Nevada | The Ultimate Fighter: Live Preliminares     |
| Vitória | 1-0    | Dakota Cochrane   | Decisão (dividida) | The Ultimate Fighter: Live | 09/03/2012 | 1     | 5:00  | Las Vegas, Nevada | The Ultimate Fighter: Live Eliminatórias    |